# Maria Isabel Lopes
Maria Isabel Lopes e Silva (Fortaleza) é uma pedagoga e política brasileira filiada ao Partido dos Trabalhadores. Foi vice-prefeita e secretária municipal de educação de Fortaleza durante a última gestão de Juraci Magalhães, entre 2001 e 2004.
Formada em Pedagogia pela Universidade Federal do Ceará, fez especialização em Abordagem Sistêmica da Família na Universidade de Fortaleza. Foi uma das responsáveis pela criação da Fundação da Criança e da Família Cidadã (Funci) pela prefeitura de Fortaleza, em 1994. Primeira presidenta do órgão, implantou oficinas, cursos profissionalizantes e abrigo temporário para crianças e jovens, entre outros benefícios. 
Sua atuação à frente da Funci levou-a à chapa de Juraci Magalhães nas eleições municipais de 2000. Eleita, acumulou o cargo de vice-prefeita com a presidência da Funci.
Recebeu o Diploma Bertha Lutz do Senado Federal no ano de criação do prêmio, em 2002.